# Satsförkortning
Satsförkortning är en konstruktion som saknar finit verb men trots det fungerar som en bisats.
En satsförkortning har vissa av satsens egenskaper och kan anses härledd ur en sats. Satsförkortningen kan normalt omformuleras (parafraseras) som en sats. Den kanske vanligaste typen innehåller en infinit verbform, framför allt infinitiv, particip eller gerundium. Även jämförelseled i komparativa konstruktioner hör hit.
Exempel:
Hon såg dem komma. - Hon såg att de kom.
Han bad dem köpa sig en bil (obs att reflexivpronomenet syftar på "dem"!). - Han bad att de skulle köpa sig en bil.
Återkommen till hemlandet uppsökte hon sina forna vänner. - När hon hade återkommit till hemlandet...
Du förstår detta bättre än jag. - Du förstår detta bättre än vad jag gör.
I vissa språk kan satsens subjekt uttryckas även i satsförkortningen. Det gäller bl.a. latinets ablativus absolutus och grekiskans genitivus absolutus (den senare, dock med dativ, finns som inlånad konstruktion även i fornkyrkslaviskan).
Det är i princip möjligt, men mindre brukligt, att tala om satsförkortningar vid nominalisering och i prepositionsattribut. Exempel:
De inväntade faderns hemkomst. - De väntade tills fadern kom hem.
en vas av glas - en vas som är gjord av glas.